# Empresa Nacional Siderúrgica
La Empresa Nacional Siderúrgica, S.A. (ENSIDESA) fue una gran empresa pública española, dependiente del Instituto Nacional de Industria, que contó con una planta de siderurgia integral en los concejos asturianos de Avilés, Corvera y Carreño. Dicha planta significó la transformación urbana, económica y social de la comarca de Avilés y se convirtió en la mayor siderúrgica de España. En la actualidad sus instalaciones conservadas en activo pertenecen a la multinacional ArcelorMittal. 
El complejo siderúrgico constituye un ejemplo representativo de la arquitectura industrial española. Además, forma parte del Plan Nacional de Patrimonio Industrial, elaborado a instancias del Instituto de Patrimonio Cultural de España. 

## Historia

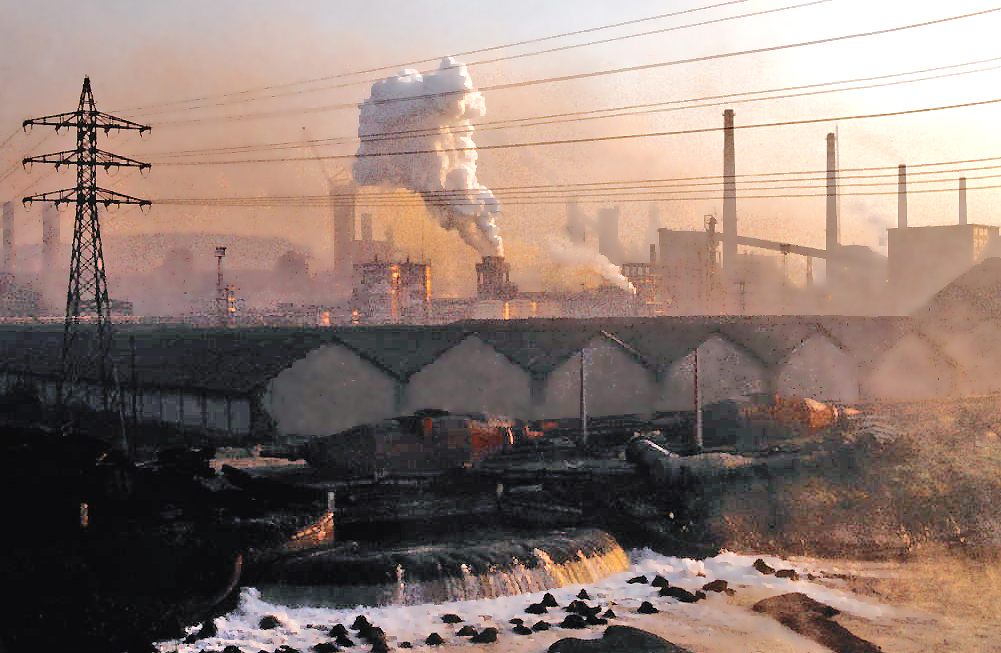
ENSIDESA en los años 1970

ENSIDESA fue fundada por el Instituto Nacional de Industria a instancias de un Decreto de Presidencia del Gobierno con fecha del 15 de junio de 1950. La elección del lugar definitivo para la construcción de la factoría, en Avilés, tuvo lugar ese mismo año. Las obras de la planta requirieron el empleo de métodos de cimentación como cajones indios o pilotes de hormigón armado, dada la condición cenagosa del terreno.
En Asturias existían entonces tres grandes plantas siderúrgicas, todas ellas fundadas en el siglo XIX: la Fábrica de Mieres, la Fábrica de Moreda-Gijón y la Fábrica de La Felguera. Estas fábricas históricas se fusionaron bajo una única empresa llamada UNINSA, que acabaría siendo absorbida por ENSIDESA el 22 de diciembre de 1973.
En 1956 entraron en funcionamiento las baterías de hornos de coque, sus primeras instalaciones. Un año después, el 24 de septiembre de 1957, la esposa de Francisco Franco, Carmen Polo, ejerció de maestra de ceremonias en el encendido del primer horno alto, uno de los cuatro con los que contó la fábrica y que llevaría su nombre.
El crecimiento demográfico de Avilés fomentó un desarrollo urbanístico sin precedentes que hizo que la ciudad pasase de 20.000 a 80.000 habitantes, aproximadamente, en un corto periodo de tiempo. La comarca recibió grandes oleadas de migrantes procedentes especialmente de Andalucía, Extremadura y las dos Castillas. Muchos de ellos fueron los que se encargaron en un principio de realizar la cimentación de las instalaciones. Este oficio se conoció como campaneros y eran llamados "coreanos", debido a la dureza de los trabajos y el contexto informativo de la guerra de Corea.
Además de las baterías de hornos de coque y de los hornos altos, ENSIDESA promovió en su inicio la construcción de instalaciones productivas como la central térmica, la acería Martin-Siemens, la acería LD-I, las naves de hornos de fosa y laminación en caliente y equipamientos portuarios en los nuevos muelles construidos por la empresa. Además, contó con edificios auxiliares de gran importancia arquitectónica como la central telefónica, el parque de bomberos, el hospital o el Departamento de Transportes.
Fruto de su concepción paternalista, se plantearon de manera simultánea nuevos poblados obreros de entre los que destaca el de Llaranes, por su excepcional planteamiento urbanístico y arquitectónico dotado con todo tipo de servicios, de acuerdo a una marcada segregación social. También desarrolló políticas de control del ocio, entre los que hay que destacar la creación del Grupo de Empresa ENSIDESA de Educación y Descanso con más de cuarenta grupos de toda clase: culturales, deportivos y de ocio. Además, se consolidó en las inmediaciones de uno de sus embalses, en Trasona, la festividad de San José Artesano cada primero de mayo.
Con el inicio del desmantelamiento de sus instalaciones, en los años 1980 y 1990, se iniciaron fuertes movimientos de protesta contra su privatización. De ellos cabe destacar la Marcha de Hierro y el encierro de varios sindicalistas en los gasómetros de la factoría avilesina.
En 1994 pasó a llamarse Corporación Siderúrgica Integral (CSI) y en 1997 Aceralia. Posteriormente, se fusionó con Arbed y Usinor, dando lugar a Arcelor, uno de los grupos siderúrgicos más importantes del mundo. Finalmente, la multinacional Mittal lanzó una OPA sobre Arcelor que culmina con su fusión, tras lo que se convirtió en la mayor empresa siderúrgica del mundo. Es entonces cuando la factoría asturiana pasa a llamarse ArcelorMittal Asturias. Desde entonces la planta de Avilés concentra sólo la producción de las baterías de hornos de coque, mientras que los altos hornos se localizan en Gijón.

## Patrimonio industrial

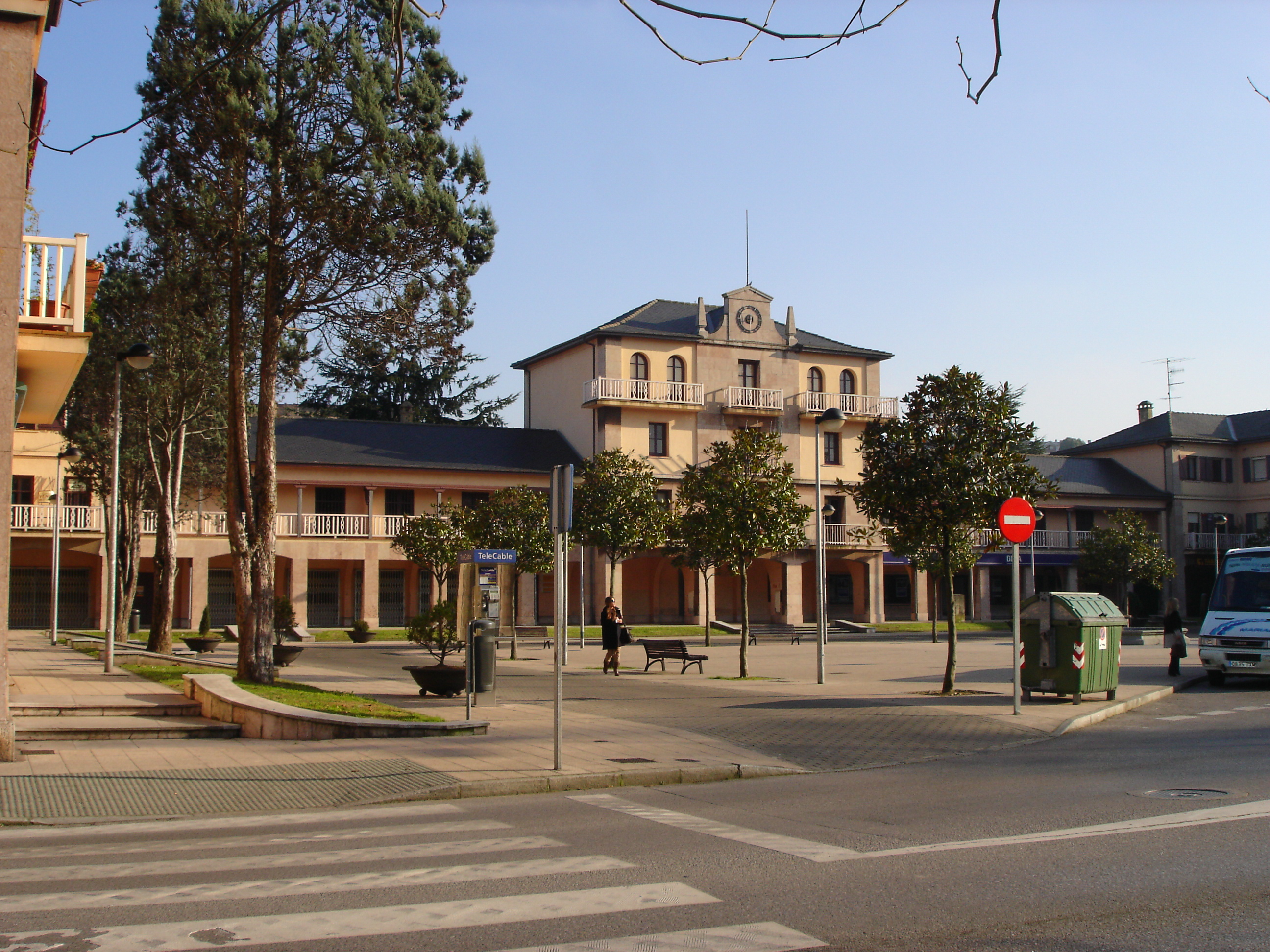
Poblado de Llaranes, en Avilés

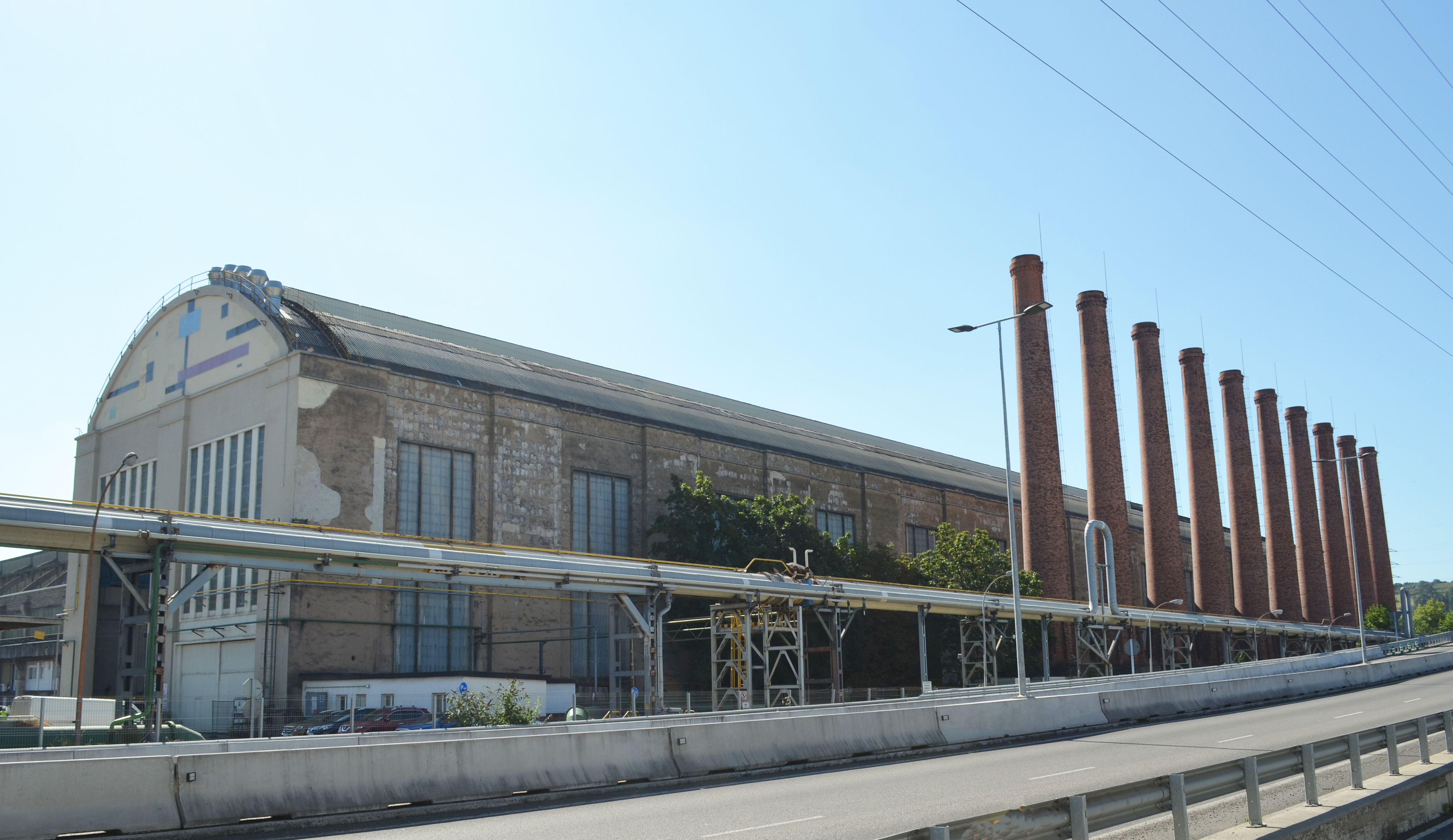
Antiguos hornos de fosa

La ambición empresarial que predominó en la fundación de ENSIDESA se vio traducida también en la construcción de importantes instalaciones industriales que, a día de hoy, constituyen uno de los mejores ejemplos de Patrimonio Industrial españoles. Forman un eje de unos 7 km de edificios industriales. Ello le ha llevado a formar parte del Plan Nacional de Patrimonio Industrial elaborado por el Instituto de Patrimonio Cultural de España. También los inmuebles vinculados a la estética del Movimiento Moderno se han incorporado, en buena parte, al inventario de la Fundación Docomomo ibérico.
Participaron en el proceso arquitectónico de erección de la factoría y sus poblados los arquitectos Francisco Goicoechea Agustí y Juan Manuel Cárdenas Rodríguez, además de los ingenieros Amalio Hidalgo y Carlos Fernández Casado. Los inmuebles de interés conservados cuentan, en parte, con protección patrimonial en el Catálogo Urbanístico de Avilés y han sido reutilizados para nuevos usos industriales o municipales. Otras muchas instalaciones se encuentran abandonadas o han sido derribadas, y otras infraestructuras mantienen su uso primigenio como las dedicadas a la captación, conducción y suministro de aguas para la refrigeración de las instalaciones siderúrgicas, hoy en manos de ArcelorMittal. Ninguna de las instalaciones ha sido declarada Bien de Interés Cultural y recientemente se ha rechazado la inclusión de la Planta de Baterías de Hornos de Cok y Subproductos en el Inventario de Patrimonio Cultural de Asturias (IPCA), a pesar de reconocer su notable interés.
Dentro de las acciones ciudadanas llevadas a cabo para la defensa patrimonial de este importante legado destacaron, en 2007, el movimiento Salvemos la Térmica de ENSIDESA. A pesar de que no se consiguió el objetivo final de salvar el edificio, que sólo conservó su chimenea. En el año 2015 el Club Popular de Cultura "Llaranes" encabezó un movimiento, con éxito, para la paralización del derribo de la Central Telefónica y desde el año 2019 ha cobrado gran importancia la defensa de la planta de Baterías de Hornos de Cok y Subproductos que fue derribada en su totalidad a excepción del gasómetro número 2 y del edificio de almacenes, gracias a la acción ciudadana desarrollada a través de entidades como el Centro de Estudios del Alfoz de Gauzón o el Colegio Oficial de Arquitectos de Asturias.
Las infraestructuras conservadas con interés patrimonial son:
- Planta de Baterías de Hornos de Cok y Subproductos (Avilés)[13][14]
- Restos del horno alto n.º 1 (Avilés)
- Talleres generales: taller de fundición, taller mecánico y taller de calderería (Corvera de Asturias)
- Depósito de locomotoras (Corvera de Asturias)
- Oficinas centrales (Corvera de Asturias)
- Chimenea del Sínter (Avilés)
- Taller eléctrico (Avilés)
- Puentes de Llaranes y Azud (Avilés)
- Departamento de Transportes (Avilés)
- Laboratorio central y horno piloto (Avilés)
- Subestaciones eléctricas Norte y de Laminación en caliente (Avilés)
- Depuradora de aguas (Gozón)
- Embalses de La Granda (Gozón) y Trasona (Corvera)
- Naves de laminación en caliente (Avilés y Corvera) y hornos de fosa (Avilés)
- Parque de bomberos (Avilés)
- Central Telefónica (Avilés)
- Fábrica de abonos (Corvera)
- Acería Martin-Siemens (Avilés)
- Hospital (Avilés)
- Central Térmica (derribada en 2007)